# Anapisona hamigera
Espèce
Synonymes
- Anapis hamigera Simon, 1898

Anapisona hamigera est une espèce d'araignées aranéomorphes de la famille des Anapidae.

## Distribution
Cette espèce se rencontre à Saint-Vincent, à la Grenade, au Venezuela, en Colombie et au Panama,.

## Description
Le mâle décrit par Platnick et Shadab en 1979 mesure 1,22 mm et la femelle 1,58 mm.

## Publication originale
- Simon, 1898 : On the spiders of the island of St Vincent. III. Proceedings of the Zoological Society of London, vol. 1897, p. 860-890 (texte intégral).